# Copiula derongo
Copiula derongo es una especie de anfibio anuro de la familia Microhylidae. Es una rana endémica de la isla de Nueva Guinea, donde se distribuye por la región de la cordillera Central en Papúa Nueva Guinea e Indonesia. Habita en selvas tropicales entre los 80 y 1520 metros de altitud. Se reproduce por desarrollo directo y pone alrededor de 14 huevos en agujeros en el barro.